# Sorèze
Sorèze est une commune française située dans le département du Tarn, en région Occitanie. Sur le plan historique et culturel, la commune est dans la Montagne Noire, un massif montagneux constituant le rebord méridional du Massif central.
En 2021, Sorèze est une commune rurale qui compte 3 000 habitants environ (après avoir connu continuellement une forte hausse de la population depuis 1962) . Sorèze fait partie de l'aire d'attraction de Revel, et de l'arrondissement de Castres.
Exposée à un climat océanique altéré, elle est drainée par le Sor, le Laudot, la rigole de la Plaine, le ruisseau d'Aygo-Pesado, le ruisseau de Sourette, le ruisseau d'Orival, le ruisseau du Dourdou et par divers autres petits cours d'eau. Incluse dans le parc naturel régional du Haut-Languedoc, la commune possède un patrimoine naturel remarquable : un site Natura 2000 (la « Montagne Noire occidentale ») et cinq zones naturelles d'intérêt écologique, faunistique et floristique.
Les habitants de Sorèze sont appelés les Sorézois et les Sorézoises.

## Géographie
Commune située dans le Massif central vers la pointe ouest de la montagne Noire à 6 km à l'est de Revel, sur le Laudot. Elle est limitrophe des départements de la Haute-Garonne à l'ouest et de l'Aude au sud et sud-ouest.
Elle fait partie du parc naturel régional du Haut-Languedoc, dont elle borde la limite dans la pointe sud-ouest.
Plus localement, le village est situé à l'extrémité nord-ouest de la vallée de l'Orival. Le mont au sud est le Berniquaut, celui à l'est le Causse,.

## Communes voisines
Les communes limitrophes sont  Arfons, Belleserre, Cahuzac, Durfort, Les Brunels, Les Cammazes, Revel, Saint-Amancet et Saissac.

## Géologie
Le calcaire du plateau du Causse de Sorèze est daté de 540 millions d'années (Brioverien – Georgien sup. Acadien inf.). Il contient des concentrations ferrifères sous forme d'hydroxydes de fer – principalement de goethite, inexistantes ou rares sur les plateaux calcaires voisins,,.
Trente-huit cavités (grottes et autres) sont répertoriées sur le plateau du Causse de Sorèze, dont les plus importantes sont
la grotte du Calel (voir section « Histoire »), à environ 2 km au sud-est de Sorèze ;
l'aven de Polyphème, dit aussi gouffre du Loup, trou du Loup ou gouffre de Polyphème, qui a servi de charnier pour les bêtes mortes, a le « siphon de Polyphème » prolongé par une galerie de 160 m  qui rejoint la galerie des Toulousains de la grotte du Calel (réseau Jean Antoine Clos) ;
l'aven du Causse, qui a livré un racloir moustérien en silex à Mr. Rouzaud ; 
la fontaine Melet (adduction d'eau) ;
grotte-aven du Métro (une des anciennes mines médiévales explorées).
Nombre de ces grottes sont reliées entre elles, formant plusieurs réseaux. Parmi ceux-ci, découverts dans les années 1970-1980 sont les suivants : 
réseau Jean-Claude Balaye, 
réseau de l'Enfant, 
réseau éboulé, 
galerie Boueuse
galerie de la Tête, 
galerie des Toulousains, 
fond du lac du Calel, 
réseau Pierre-Marie…

## Hydrographie

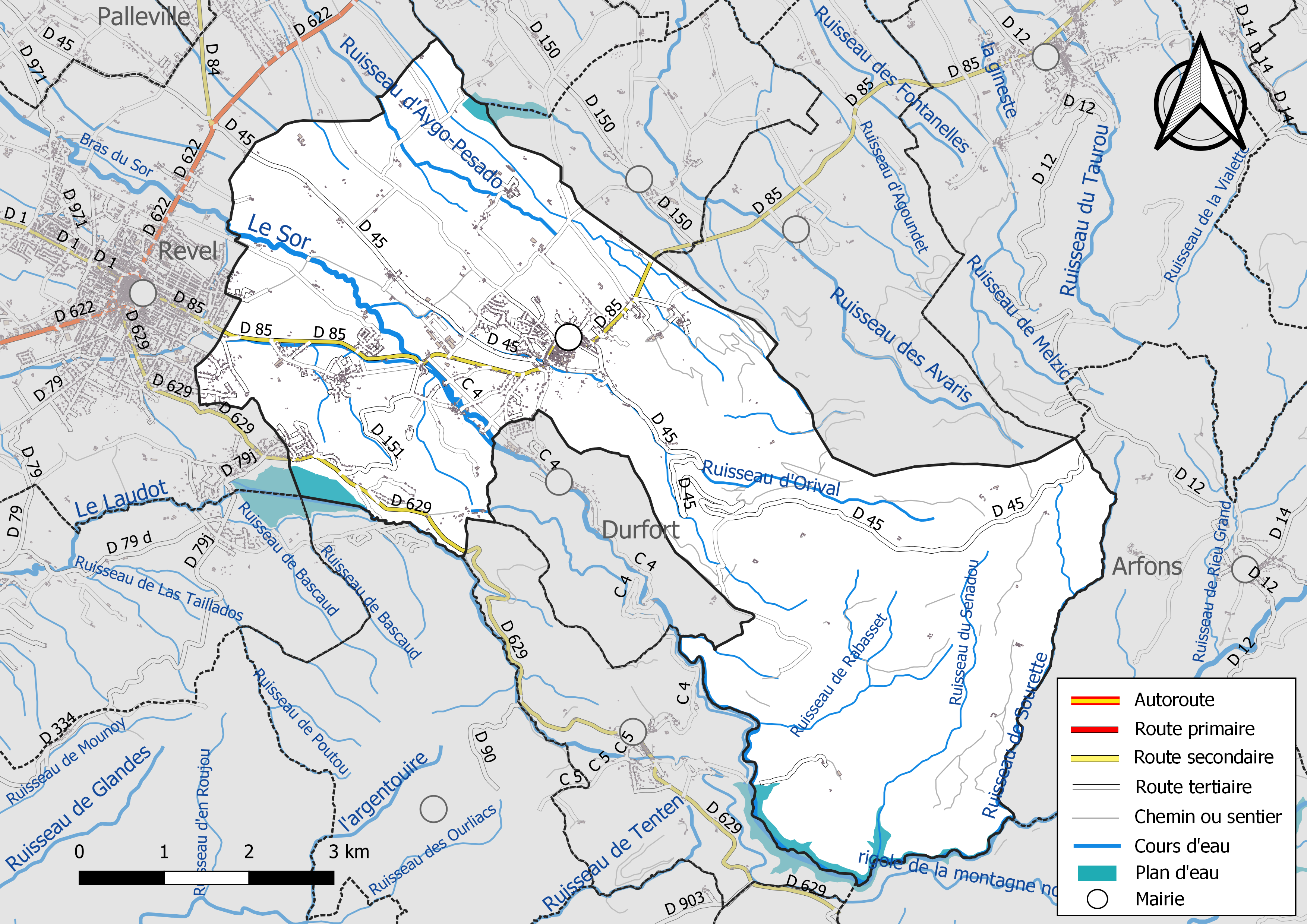
Réseaux hydrographique et routier de Sorèze.

Le Sor, qui prend source sur la commune voisine Arfons, entre sur la commune par le sud-est au tripoint des communes d'Arfons, Saissac et Sorèze, là où se trouve aussi la confluence du ruisseau de Sourette qui vient du nord en marquant la limite de communes Sorèze - Arfons. 

Dès son entrée sur Sorèze, le Sor forme le lac des Cammazes par le barrage de Gravette. À sa sortie du lac, il marque la limite de commune avec les Cammazes sur 2,6 km jusqu'au gouffre de Malamort. Il quitte alors Sorèze pour entrer sur Durfort, qu'il traverse sur 3,8 km pour ensuite retrouver Sorèze près du moulin de Larsou et du moulin de Larroque. Sorti de la Montagne Noire à Durfort, le Sor en effleure là les tout derniers contreforts et aborde la plaine. Il quitte Sorèze pour rejoindre Revel juste après le hameau de Vigouroux.
Le bourg de Sorèze est arrosé par le ruisseau d'Orival, affluent du Sor.
La rigole de la Plaine, qui alimente le canal du Midi, prend ses eaux dans le Sor à Pont Crozet. Elle va jusqu'au moulin du Roy sur Revel, où commence la rigole de la Plaine. Au moulin du Roy, les eaux excédentaires sont retournées au Sol par un autre canal de dérivation qui rejoint le Sor quelque 400 m en aval de Vigouroux,.

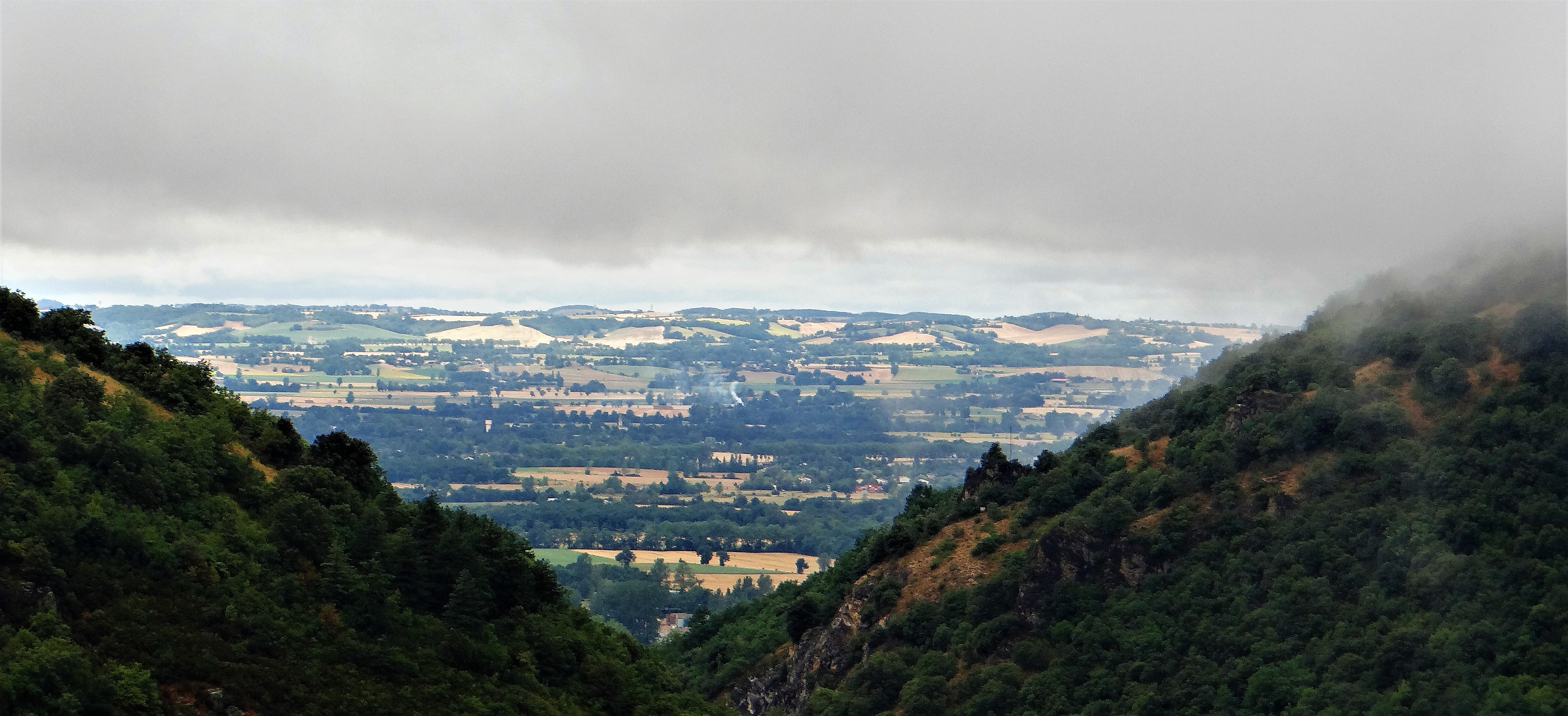
Vallée du Sor, Durfort : vue sur la plaine de Sorèze, Revel et autres lieux, jusqu'àux hauteurs de Puylaurens.
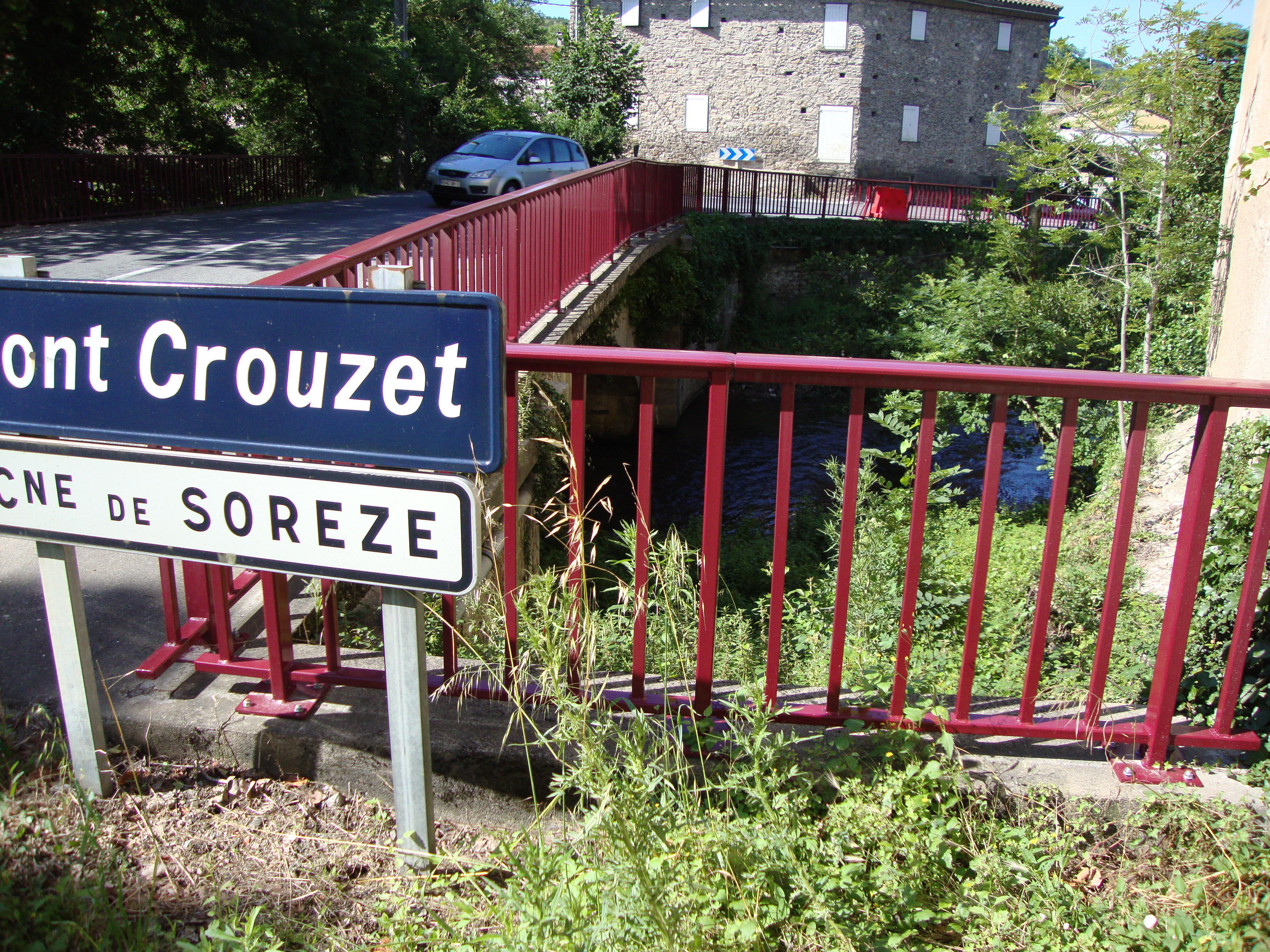
Pont sur le Sor à Pont Crouzet.
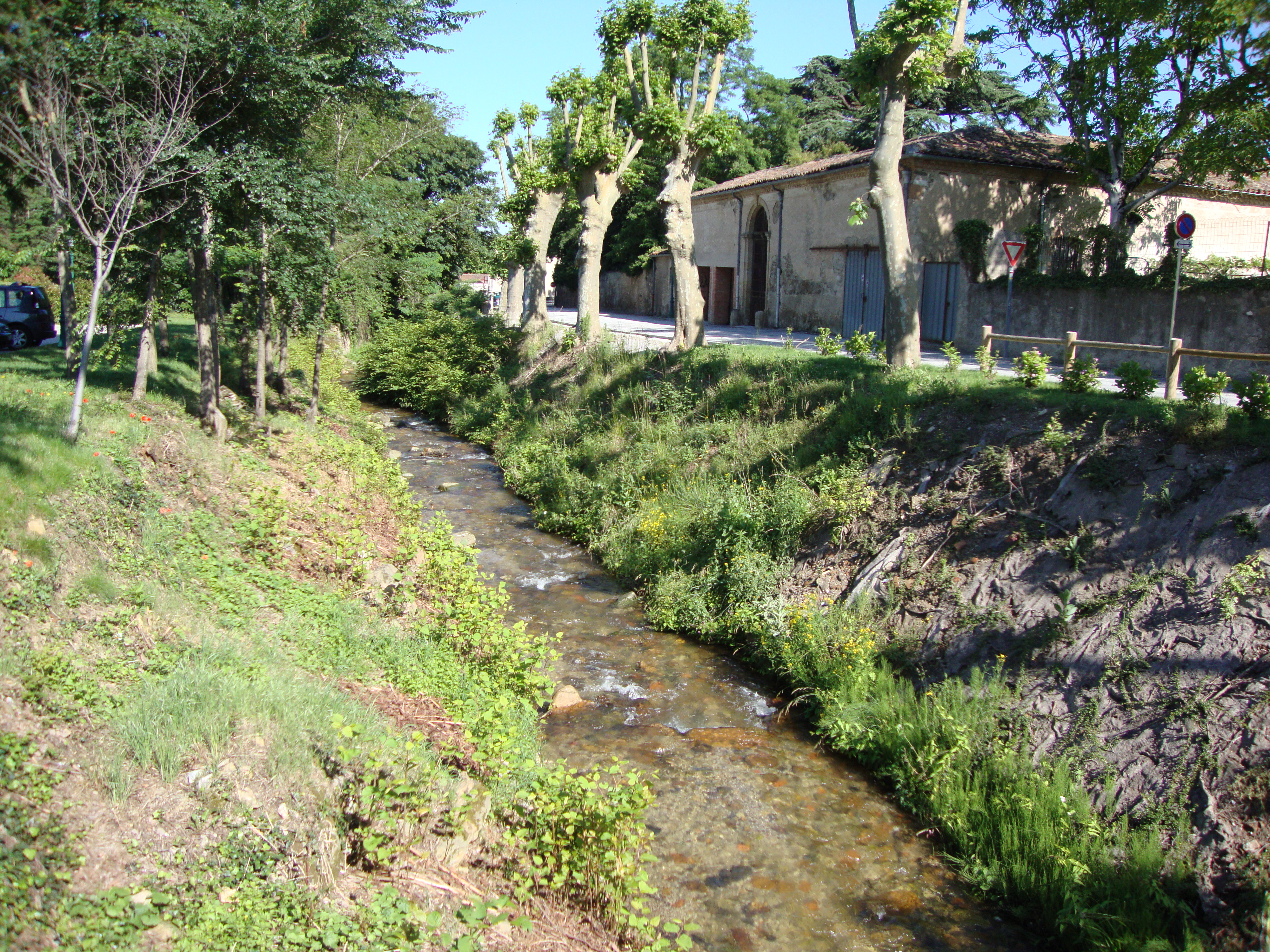
L'Orival à Sorèze.

## Climat
Pour des articles plus généraux, voir Climat de l'Occitanie et Climat du Tarn.
En 2010, le climat de la commune est de type climat océanique altéré, selon une étude du Centre national de la recherche scientifique s'appuyant sur une série de données couvrant la période 1971-2000. En 2020, Météo-France publie une typologie des climats de la France métropolitaine dans laquelle la commune est toujours exposée à un climat océanique altéré et est dans la région climatique Aquitaine, Gascogne, caractérisée par une pluviométrie abondante au printemps, modérée en automne, un faible ensoleillement au printemps, un été chaud (19,5 °C), des vents faibles, des brouillards fréquents en automne et en hiver et des orages fréquents en été (15 à 20 jours).
Pour la période 1971-2000, la température annuelle moyenne est de 13,1 °C, avec une amplitude thermique annuelle de 15,6 °C. Le cumul annuel moyen de précipitations est de 876 mm, avec 9,3 jours de précipitations en janvier et 5,5 jours en juillet. Pour la période 1991-2020, la température moyenne annuelle observée sur la station météorologique de Météo-France la plus proche, « Revel », sur la commune de Revel à 5 km à vol d'oiseau, est de 13,5 °C et le cumul annuel moyen de précipitations est de 892,6 mm. 
La température maximale relevée sur cette station est de 42,7 °C, atteinte le 23 août 2023 ; la température minimale est de −16,5 °C, atteinte le 16 janvier 1985,,.
Les paramètres climatiques de la commune ont été estimés pour le milieu du siècle (2041-2070) selon différents scénarios d'émission de gaz à effet de serre à partir des nouvelles projections climatiques de référence DRIAS-2020. Ils sont consultables sur un site dédié publié par Météo-France en novembre 2022.

## Milieux naturels et biodiversité

### Espaces protégés
La protection réglementaire est le mode d’intervention le plus fort pour préserver des espaces naturels remarquables et leur biodiversité associée,.
La commune fait partie du parc naturel régional du Haut-Languedoc, créé en 1973 et d'une superficie de 307 184 ha, qui s'étend sur 118 communes et deux départements. Implanté de part et d’autre de la ligne de partage des eaux entre Océan Atlantique et mer Méditerranée, ce territoire est un véritable balcon dominant les plaines viticoles du Languedoc et les étendues céréalières du Lauragais,

### Réseau Natura 2000

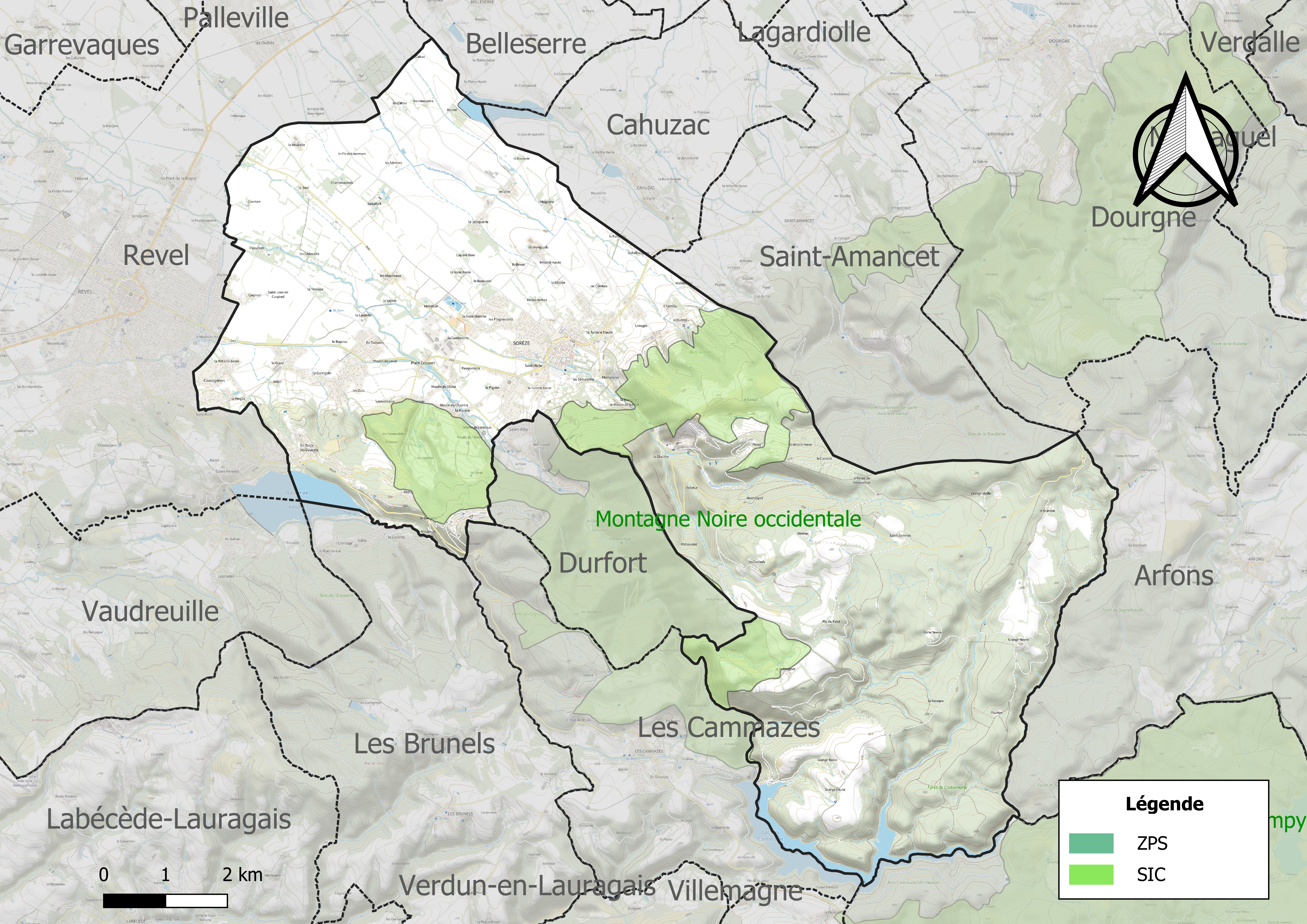
Site Natura 2000 sur le territoire communal.

Le réseau Natura 2000 est un réseau écologique européen de sites naturels d'intérêt écologique élaboré à partir des directives habitats et oiseaux, constitué de zones spéciales de conservation (ZSC) et de zones de protection spéciale (ZPS).
Un site Natura 2000 a été défini sur la commune au titre de la directive habitats : la « Montagne Noire occidentale », d'une superficie de 1 915 ha, avec des vallées encaissées qui abritent la dernière population au sud du massif central pour la Loutre.

### Zones naturelles d'intérêt écologique, faunistique et floristique
L’inventaire des zones naturelles d'intérêt écologique, faunistique et floristique (ZNIEFF) a pour objectif de réaliser une couverture des zones les plus intéressantes sur le plan écologique, essentiellement dans la perspective d’améliorer la connaissance du patrimoine naturel national et de fournir aux différents décideurs un outil d’aide à la prise en compte de l’environnement dans l’aménagement du territoire.
Quatre ZNIEFF de type 1 sont recensées sur la commune :
- les « pelouses au sud de Revel » (415 ha), couvrant 3 communes dont deux dans la Haute-Garonne et une dans le Tarn[31] ;
- les « sagnes de Saint-Jammes » (16 ha)[32] ;
- la « vallée de Baylou et Désert de Saint-Ferréol » (2 206 ha), couvrant 6 communes du département[33] ;
- les « vallées de Durfort et du Rabasset, gouffre de Malamort et Berniquaut » (1 079 ha), couvrant 3 communes du département[34] ;

et une ZNIEFF de type 2, : 
la « montagne Noire (versant Nord) » (31 971 ha), couvrant 37 communes dont 14 dans l'Aude, deux dans la Haute-Garonne, trois dans l'Hérault et 18 dans le Tarn.

Carte des ZNIEFF de type 1 et 2 à Sorèze.
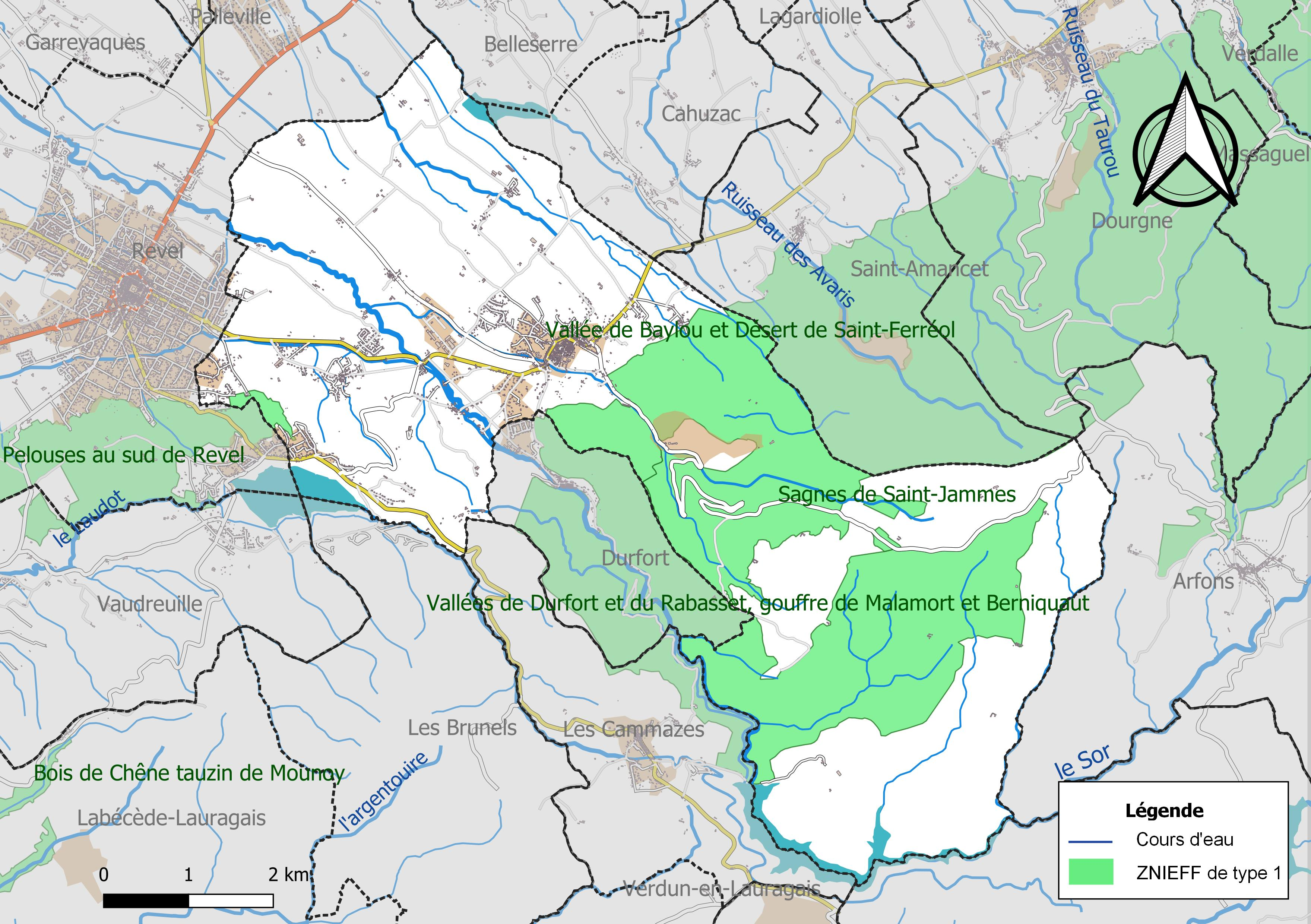
Carte des ZNIEFF de type 1 sur la commune.
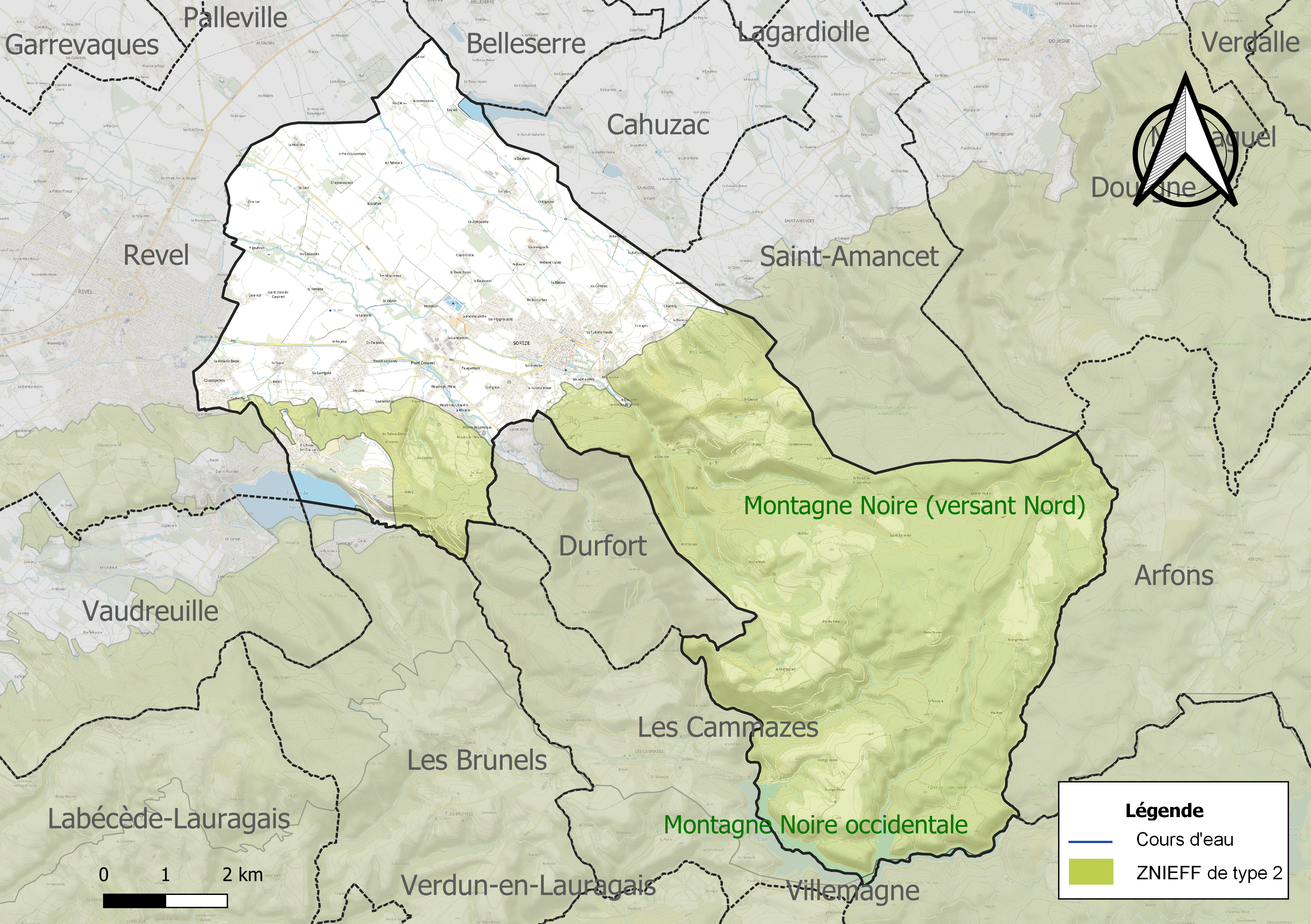
Carte de la ZNIEFF de type 2 sur la commune.

## Urbanisme

### Typologie
Au 1er janvier 2024, Sorèze est catégorisée commune rurale à habitat dispersé, selon la nouvelle grille communale de densité à sept niveaux définie par l'Insee en 2022.
Elle est située hors unité urbaine. Par ailleurs la commune fait partie de l'aire d'attraction de Revel, dont elle est une commune de la couronne,. Cette aire, qui regroupe 16 communes, est catégorisée dans les aires de moins de 50 000 habitants,.

### Occupation des sols
L'occupation des sols de la commune, telle qu'elle ressort de la base de données européenne d’occupation biophysique des sols Corine Land Cover (CLC), est marquée par l'importance des territoires agricoles (46,2 % en 2018), en diminution par rapport à 1990 (52,2 %). La répartition détaillée en 2018 est la suivante : 
forêts (34,7 %), terres arables (22,9 %), zones agricoles hétérogènes (14,9 %), milieux à végétation arbustive et/ou herbacée (11 %), prairies (8,4 %), zones urbanisées (5 %), eaux continentales (1,5 %), mines, décharges et chantiers (1,1 %), zones industrielles ou commerciales et réseaux de communication (0,6 %). L'évolution de l’occupation des sols de la commune et de ses infrastructures peut être observée sur les différentes représentations cartographiques du territoire : la carte de Cassini (XVIIIe siècle), la carte d'état-major (1820-1866) et les cartes ou photos aériennes de l'IGN pour la période actuelle (1950 à aujourd'hui).

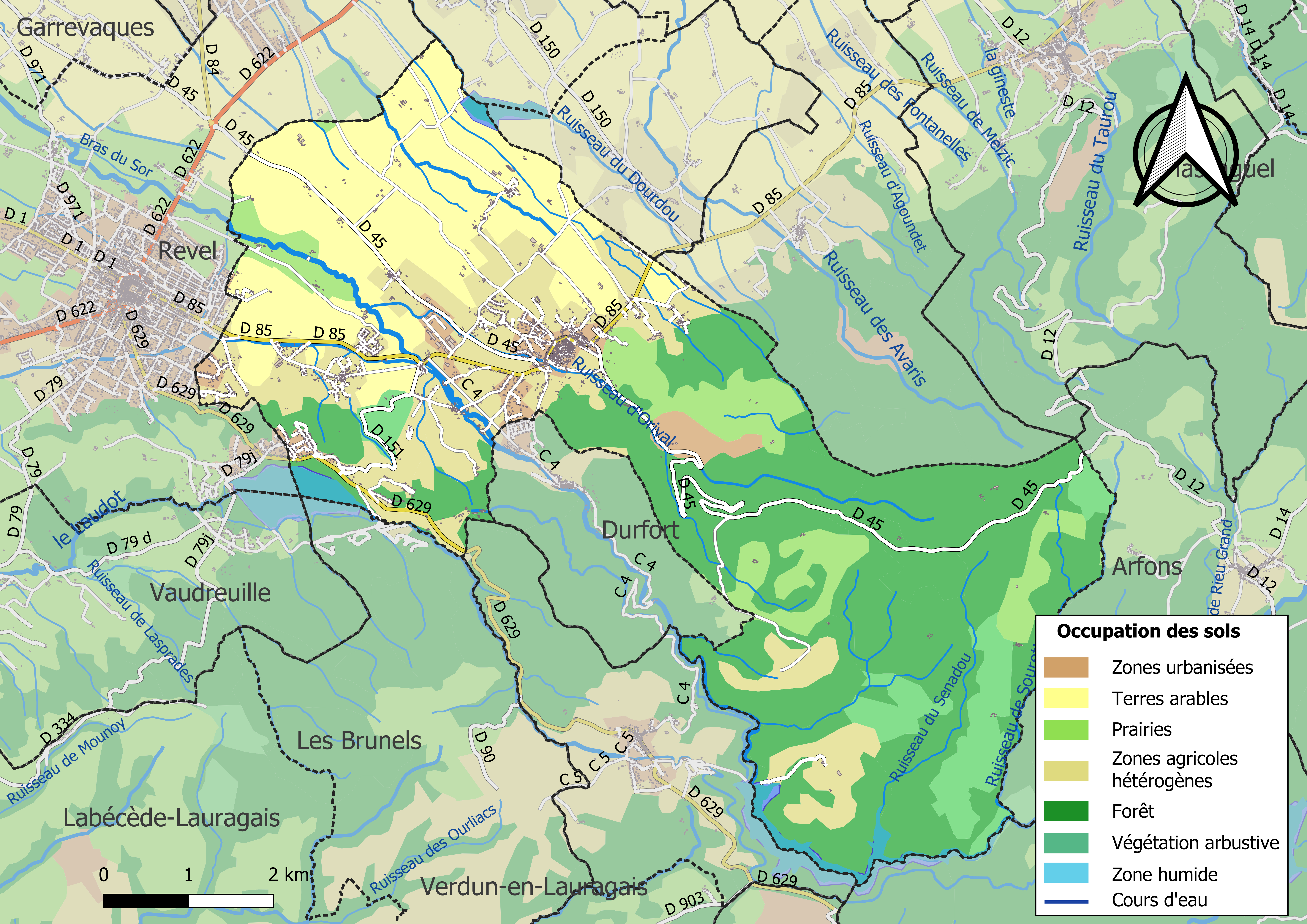
Carte des infrastructures et de l'occupation des sols de la commune en 2018 (CLC).

### Risques majeurs
Le territoire de la commune de Sorèze est vulnérable à différents aléas naturels : météorologiques (tempête, orage, neige, grand froid, canicule ou sécheresse), inondations, feux de forêts, mouvements de terrains et séisme (sismicité très faible). Il est également exposé à deux risques technologiques, le transport de matières dangereuses et la rupture d'un barrage, et à un risque particulier : le risque de radon. Un site publié par le BRGM permet d'évaluer simplement et rapidement les risques d'un bien localisé soit par son adresse soit par le numéro de sa parcelle.

#### Risques naturels
Certaines parties du territoire communal sont susceptibles d’être affectées par le risque d’inondation par débordement de cours d'eau, notamment le Sor, le Laudot, la Rigole de la Plaine et le ruisseau d'Aygo-Pesado. La cartographie des zones inondables en ex-Midi-Pyrénées réalisée dans le cadre du XIe Contrat de plan État-région, visant à informer les citoyens et les décideurs sur le risque d’inondation, est accessible sur le site de la DREAL Occitanie. La commune a été reconnue en état de catastrophe naturelle au titre des dommages causés par les inondations et coulées de boue survenues en 1982, 1992, 1998, 2000, 2010, 2011, 2013 et 2018,.
Sorèze est exposée au risque de feu de forêt. En 2022, il n'existe pas de Plan de Prévention des Risques incendie de forêt (PPRif). Le débroussaillement aux abords des maisons constitue l’une des meilleures protections pour les particuliers contre le feu,.

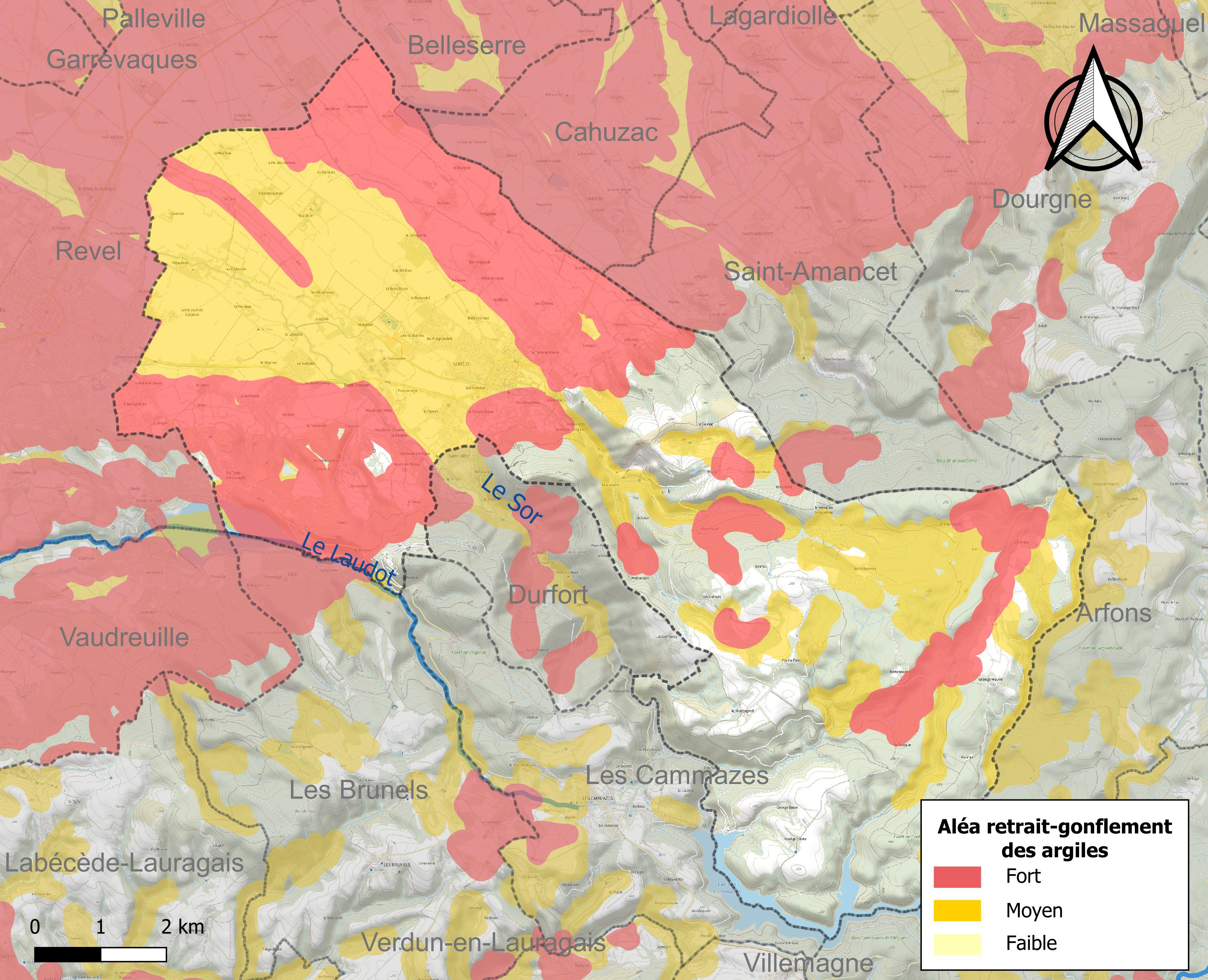
Carte des zones d'aléa retrait-gonflement des sols argileux de Sorèze.

La commune est vulnérable au risque de mouvements de terrains constitué principalement du retrait-gonflement des sols argileux. Cet aléa est susceptible d'engendrer des dommages importants aux bâtiments en cas d’alternance de périodes de sécheresse et de pluie. 67,1 % de la superficie communale est en aléa moyen ou fort (76,3 % au niveau départemental et 48,5 % au niveau national). Sur les 1 287 bâtiments dénombrés sur la commune en 2019, 1 260 sont en aléa moyen ou fort, soit 98 %, à comparer aux 90 % au niveau départemental et 54 % au niveau national. Une cartographie de l'exposition du territoire national au retrait gonflement des sols argileux est disponible sur le site du BRGM,.
Par ailleurs, afin de mieux appréhender le risque d’affaissement de terrain, l'inventaire national des cavités souterraines permet de localiser celles situées sur la commune.

#### Risques technologiques
Le risque de transport de matières dangereuses sur la commune est lié à sa traversée par des infrastructures routières ou ferroviaires importantes ou la présence d'une canalisation de transport d'hydrocarbures. Un accident se produisant sur de telles infrastructures est susceptible d’avoir des effets graves sur les biens, les personnes ou l'environnement, selon la nature du matériau transporté. Des dispositions d’urbanisme peuvent être préconisées en conséquence.
La commune est en outre située en aval d'un barrage de classe A. À ce titre elle est susceptible d’être touchée par l’onde de submersion consécutive à la rupture de cet ouvrage.

#### Risque particulier
Dans plusieurs parties du territoire national, le radon, accumulé dans certains logements ou autres locaux, peut constituer une source significative d’exposition de la population aux rayonnements ionisants. Certaines communes du département sont concernées par le risque radon à un niveau plus ou moins élevé. Selon la classification de 2018, la commune de Sorèze est classée en zone 3, à savoir zone à potentiel radon significatif.

## Histoire

### Préhistoire
L'aven du Causse a livré un racloir moustérien en silex à Mr. Rouzaud.

### Moyen-Âge: ensemble minier et métallurgique du Calel
La grotte du Calel ou Traouc del Calel (entrée naturelle à 532 m d'altitude, la deuxième entrée constitue l'accès au réseau Pierre-Marie) fait partie du réseau Jean Antoine Clos avec la résurgence de la Fendeille, le gouffre de Polyphème et d'autres cavités. En 1966 et 1973 des spéléologues de la Société de Recherches Spéléo Archéologiques du Sorèzois et du Revèlois y font des découvertes archéologiques. Des fouilles programmées sont finalement réalisées de 1989 à 1995 (programme national HO3 « mines et métallurgie » et P 38000 « relevés d'art pariétal ») ; elles couvrent les zones du versant de la Fendeille, le plateau du Causse, le complexe souterrain Jean Antoine Clos et la vallée de l'Orival (pour les fours de réduction de minerai, les charbonnières et les chemins).
Est découvert un vaste ensemble minier (mine de fer) incluant des cavités de plusieurs réseaux hydrographiques, ces derniers parfois reliés artificiellement entre eux : témoin ce tunnel de plus de 20 m de longueur creusé dans le sédiment entre le réseau de la Colonne et le réseau Pierre Marie,. Presque toutes les cavités du plateau du Causse conservent les traces des mineurs médiévaux. La vallée de l'Orival est parsemée de fours de réduction de minerai, de charbonnières et des chemins qui relient le tout. Plusieurs sites de transformation à scories se trouvent le long du ruisseau de l'Orival et sur les versants du mont Capel, au sud de la zone minière. Les vestiges miniers sont accompagnés de céramiques et de représentations pariétales (dessins noirs, gravures).
Les concentrations d'hydroxydes de fer exploitées, principalement de goethite, sont particulières au calcaire du plateau du Causse de Soréze puisque les plateaux calcaires voisins n'en possèdent pas,.
Quatre classements protègent ce site archéologique majeur :
monument historique, 
site patrimonial (catégorie « paysage »), 
zone d'intérêt écologique pour la faune et la flore (ZNIEFF) et 
zone « Natura 2000 ».
Le 22 janvier 2020, un hêtre de 450 ans remporte le titre du plus bel arbre de France.

## Politique et administration

### Liste des maires
| Période                                  | Période                       | Identité                            | Étiquette          | Qualité |
| ---------------------------------------- | ----------------------------- | ----------------------------------- | ------------------ | --- |
| Les données manquantes sont à compléter. |                               |                                     |                    | |
| 1863                                     | 1870                          | Adrien Clos                         |                    | Notaire |
| 1870                                     | 1871                          | Jean Camille                        |                    | |
| 1871                                     | 1891                          | Adrien Clos                         |                    | |
| 1891                                     | 1928                          | Louis Clos                          |                    | Notaire |
| 1928                                     | 1944                          | Adrien Clos                         |                    | |
| 1944                                     | 1947                          | Alfred Renard                       |                    | |
| 1947                                     | 1952                          | Émile Brown de Colstoun (1882-1952) |                    | Général |
| 1952                                     | mai 1953                      | Louis Granier                       |                    | |
| mai 1953                                 | mars 1977                     | Georges de Léotoing                 |                    | |
| mars 1977                                | mai 2020                      | Albert Mamy                         | UDF-PR puis UMP-LR | Avocat Député du Tarn (1986 → 1988) Conseiller général de Dourgne (1970 → 1982) Conseiller régional de Midi-Pyrénées (1992 → 2004) 2e vice-président de la CC Lauragais Revel Sorezois (2017 → 2020) |
| mai 2020                                 | octobre 2024                  | Marie-Lise Housseau                 | Centre droit       | Ingénieure retraitée Ancienne directrice de la Chambre d'agriculture du Tarn Sénatrice du Tarn (2024 → ) 1re vice-présidente de la CC Lauragais Revel Sorezois (2020 → 2024)                         |
| octobre 2024                             | En cours (au 12 octobre 2024) | Alain Schmidt                       |                    | Proviseur de lycée retraité, ancien premier adjoint |

## Population et société

### Démographie
L'évolution du nombre d'habitants est connue à travers les recensements de la population effectués dans la commune depuis 1793. Pour les communes de moins de 10 000 habitants, une enquête de recensement portant sur toute la population est réalisée tous les cinq ans, les populations de référence des années intermédiaires étant quant à elles estimées par interpolation ou extrapolation. Pour la commune, le premier recensement exhaustif entrant dans le cadre du nouveau dispositif a été réalisé en 2004.

En 2022, la commune comptait 2 978 habitants, en évolution de +6,28 % par rapport à 2016 (Tarn : +2,52 %, France hors Mayotte : +2,11 %).
| 1793  | 1800  | 1806  | 1821  | 1831  | 1836  | 1841  | 1846  | 1851  |
| ----- | ----- | ----- | ----- | ----- | ----- | ----- | ----- | ----- |
| 2 712 | 2 920 | 3 044 | 3 142 | 2 817 | 2 916 | 2 811 | 2 900 | 2 826 |

| 1856  | 1861  | 1866  | 1872  | 1876  | 1881  | 1886  | 1891  | 1896  |
| ----- | ----- | ----- | ----- | ----- | ----- | ----- | ----- | ----- |
| 2 766 | 2 856 | 2 868 | 2 630 | 2 477 | 2 342 | 2 357 | 2 168 | 2 049 |

| 1901  | 1906  | 1911  | 1921  | 1926  | 1931  | 1936  | 1946  | 1954  |
| ----- | ----- | ----- | ----- | ----- | ----- | ----- | ----- | ----- |
| 2 120 | 2 004 | 2 084 | 1 776 | 1 790 | 1 727 | 1 808 | 1 758 | 1 751 |

| 1962  | 1968  | 1975  | 1982  | 1990  | 1999  | 2004  | 2006  | 2009  |
| ----- | ----- | ----- | ----- | ----- | ----- | ----- | ----- | ----- |
| 1 581 | 1 613 | 1 672 | 1 654 | 1 954 | 2 164 | 2 388 | 2 542 | 2 564 |

| 2014  | 2019  | 2022  | - | - | - | - | - | - |
| ----- | ----- | ----- | - | - | - | - | - | - |
| 2 755 | 2 903 | 2 978 | - | - | - | - | - | - |

### Enseignement
Sorèze est située dans l'académie de Toulouse.

### Sports
- Le Sorèze Football Club (football)
- Athletic club de Sorèze (athlétisme)
- Tennis Club sorézien (tennis)
- Pétanque sorézienne (pétanque)
- Sorèze Vélo Club (cyclisme)

### Cultes
- Catholique : église Notre-Dame-de-la-Paix
- Protestant : un temple protestant a été construit, 10 rue du Maquis, en 1832, pour une importante communauté protestante à Sorèze dans le passé. Le temple a été désaffecté en 1946. Le temple le plus proche est celui de Revel.

## Culture locale et patrimoine

### Monuments et lieux touristiques

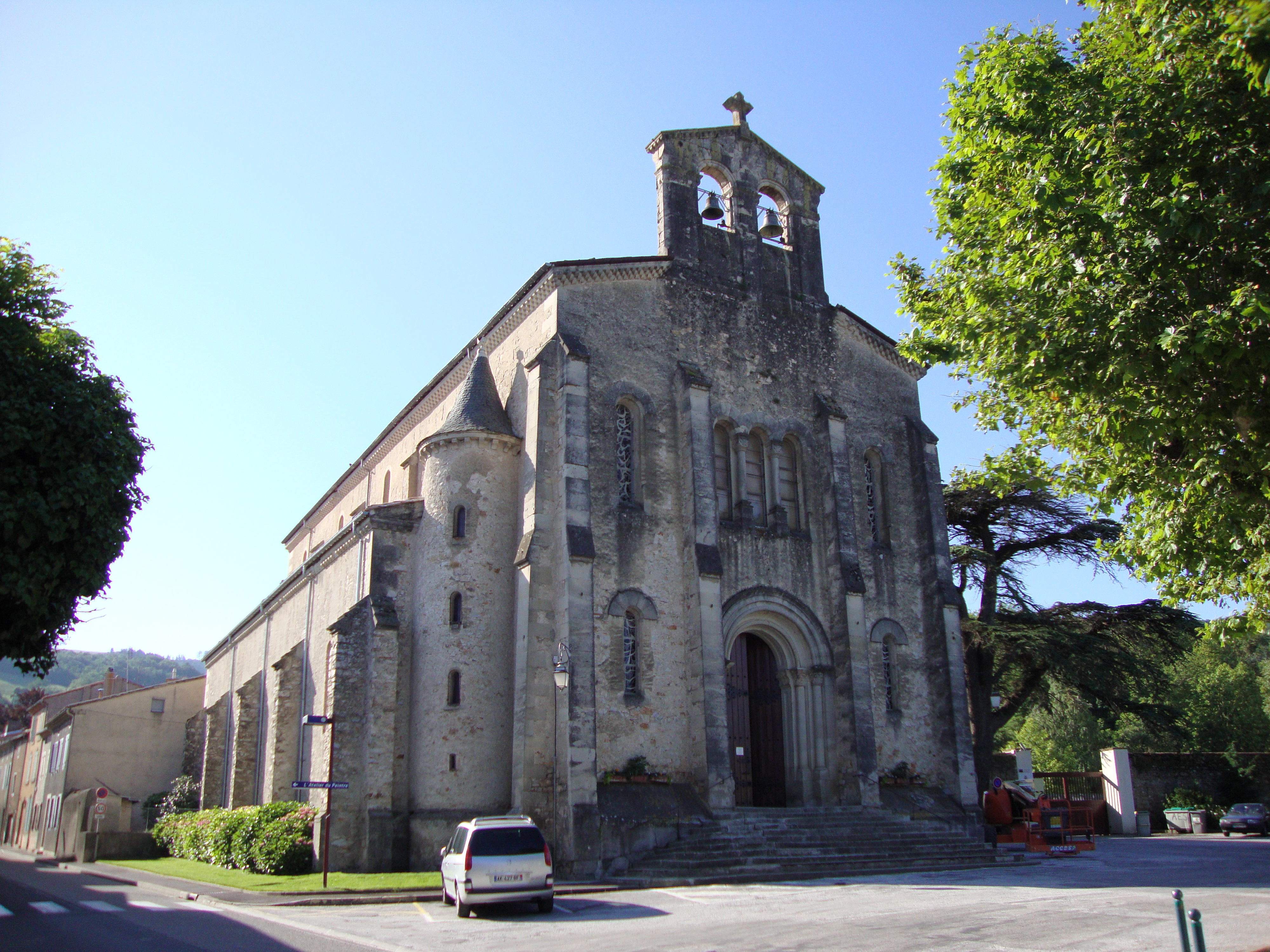
Façade de l'église Notre-Dame-de-la-Paix.
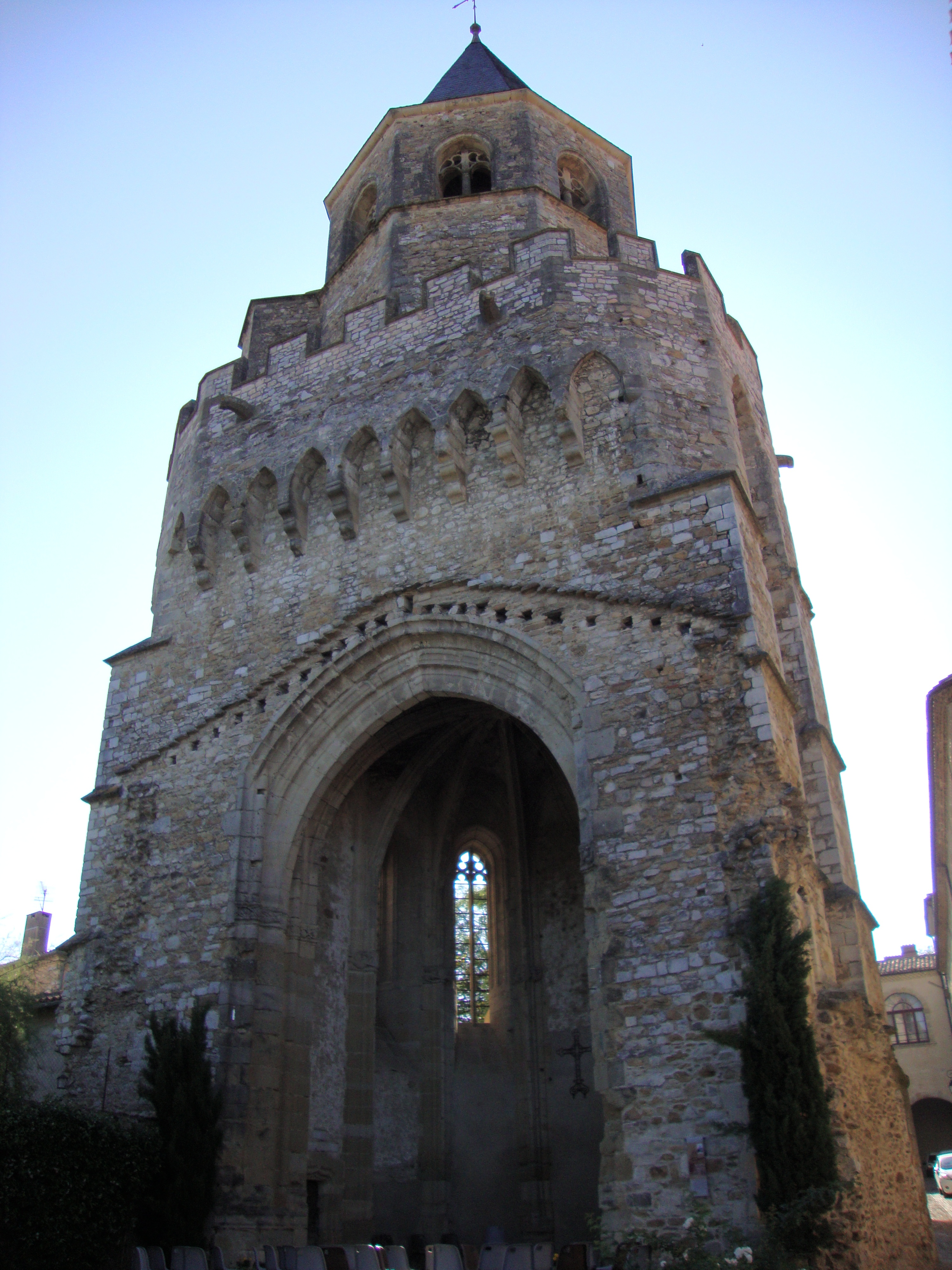
Clocher de l'église Saint-Martin.
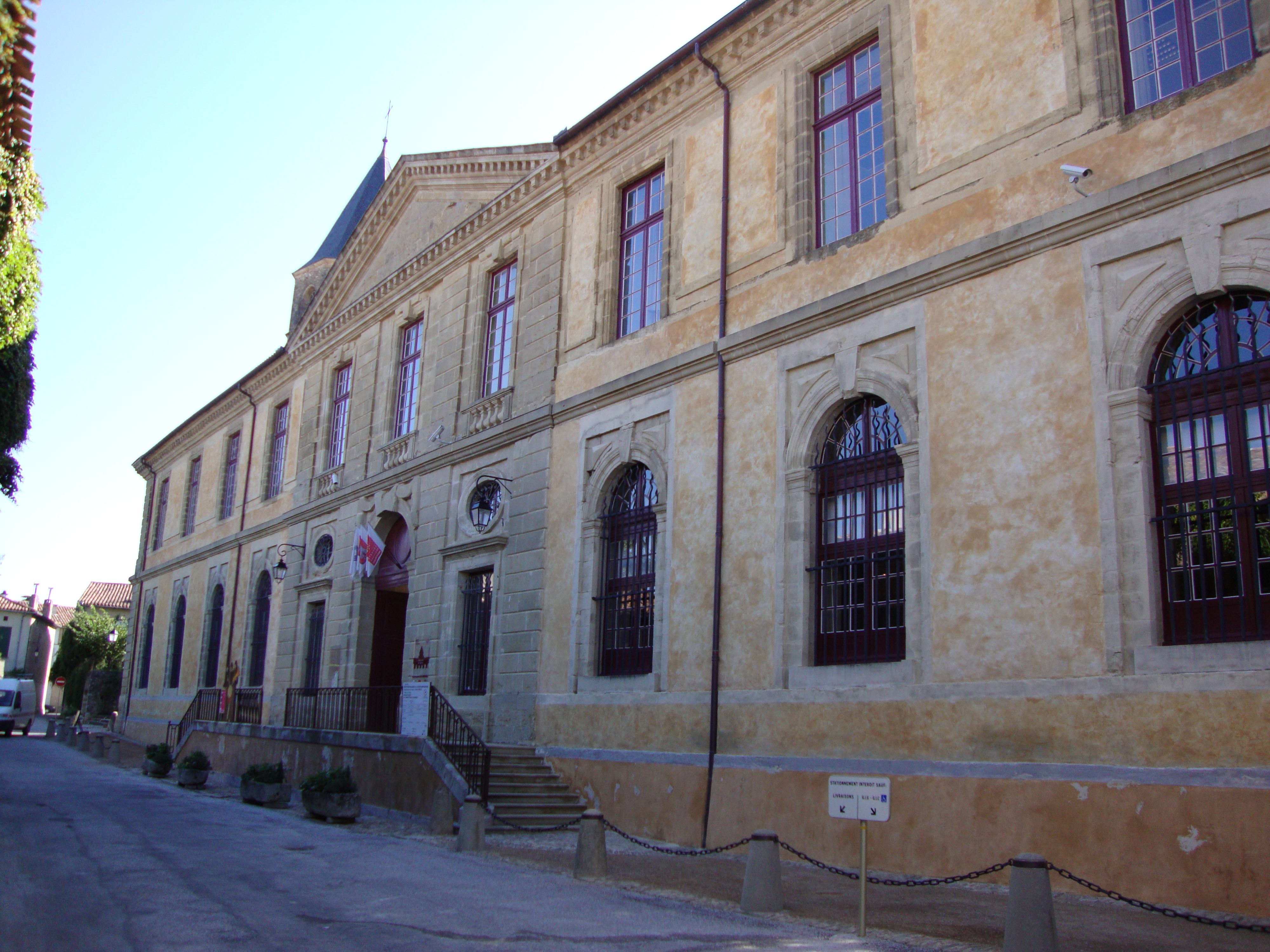
L'abbaye-école.
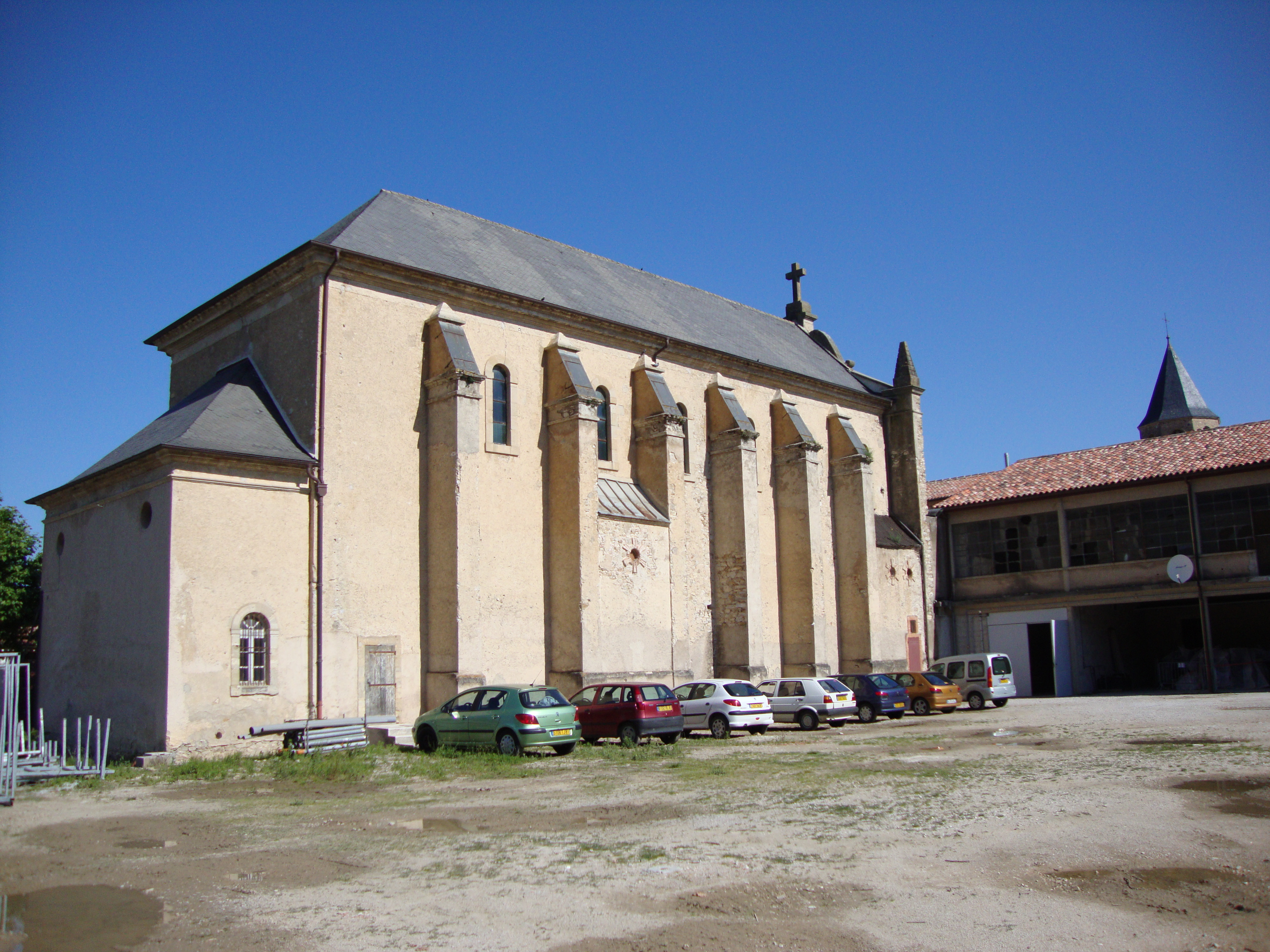
Chapelle des élèves de l'abbaye-école.
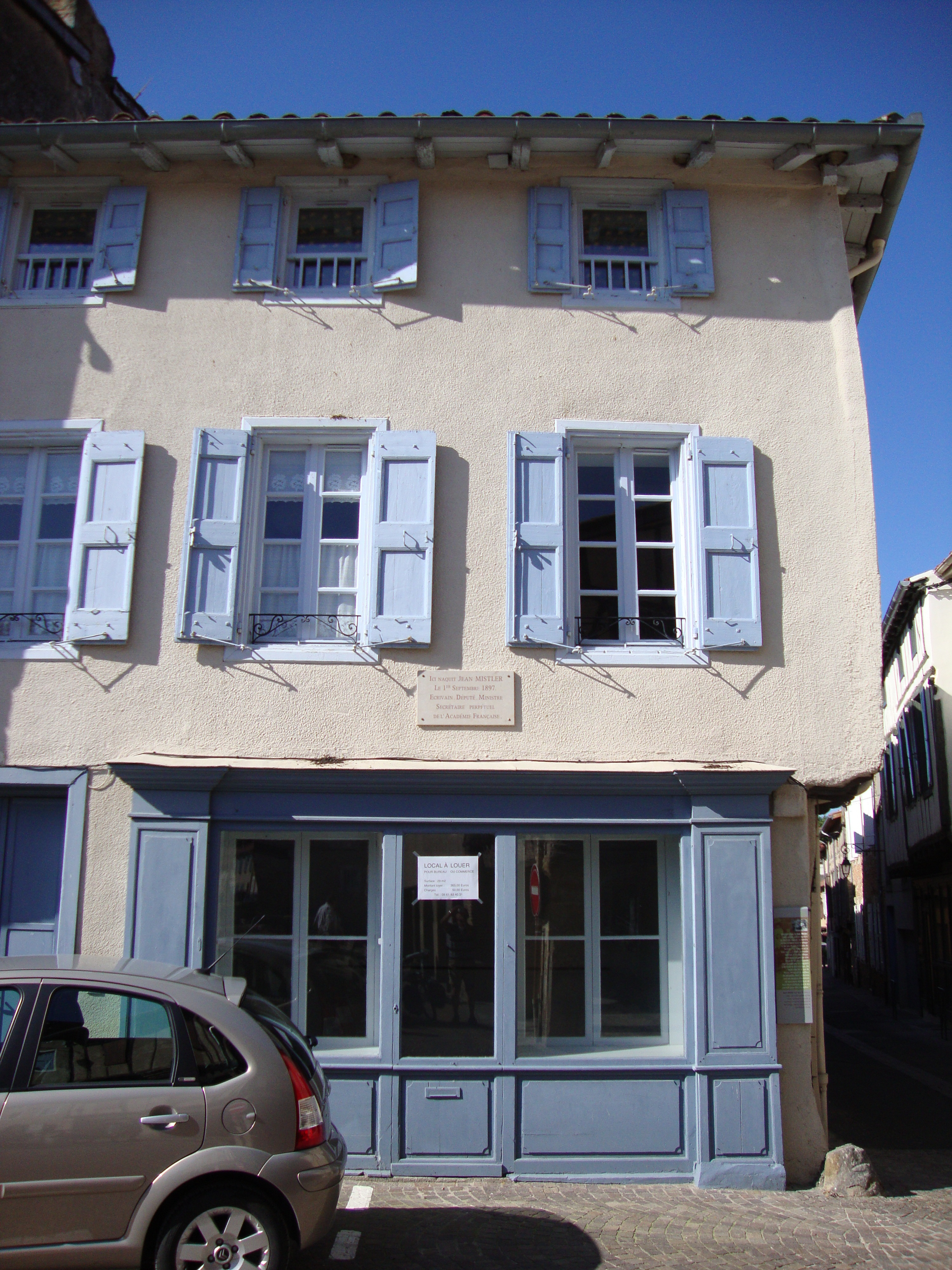
Maison natale de Jean Mistler, écrivain.

- Ancienne Église Saint-Martin de Sorèze. Le Clocher a été classé au titre des monuments historiques en 1879[66].
- Église Notre-Dame-de-la-Paix de Sorèze.
- Église abbatiale de l'abbaye-école royale de Sorèze.
- Chapelle des élèves de l'abbaye-école royale de Sorèze.
- Vestiges de la chapelle préromane Saint-Jammes[67]
- Fondée en 754, l'abbaye-école de Sorèze, abbaye bénédictine d'une grande richesse architecturale, accueille chaque année, au début de l'été, le festival « Musique des Lumières ».
- École militaire de Sorèze[68] ; sa devise « Religioni, scientiis, artibus, armis ».
- Statue de Louis XVI (l'une des cinq effigies de ce roi existant encore en France).
- Maisons à pans de bois[69] rue du Maquis, ancienne rue de Castres, lieu de résidence des notables de la ville, construite à la limite de la vieille ville. Les maisons se trouvant aux no 19, no 22 et no 26 ont des corbeaux sculptés.
- Lac de Saint-Ferréol.
- L'oppidum de Berniquaut est un site archéologique situé sur la commune de  Durfort, il surplombe la ville de Sorèze au sud-est. En 2002, il est classé par le Ministère de l'Environnement, site protégé remarquable de France[70].
- Le site archéologique médiéval de la grotte du Calel[71],[72], sur le plateau du Causse[73].
- Le castrum de Roquefort (ISMH). Mentionné dès le XIe siècle, et abandonné probablement durant le XIVe siècle. La famille de Roquefort joua un rôle très important tout au long du XIIIe siècle, en liaison avec le catharisme[74]. Site privé.

### Patrimoine culturel
- Depuis avril 2015, l'abbaye-école de Sorèze abrite le musée Dom Robert et de la tapisserie du XXe siècle ainsi qu'un hôtel.
- La Galerie Terson de Paleville est un lieu d'exposition à 81540 Sorèze, situé dans l'Aile des Bleus de l'Abbaye-Ecole et géré par l'AAASR (Association des Artistes et Artisans du Sorézois Réunis), une association loi de 1901. Elle est fondée en 1990 par les artistes et artisans de Sorèze et ses alentours.

### Personnalités liées à la commune
- César-Auguste Basset (1760 - 1828), né à Sorèze.
- Dom de Vic (1670 - 1734), né à Sorèze, savant religieux bénédictin de la congrégation de Saint-Maur, co-auteur de l'Histoire générale de Languedoc, procureur général de la congrégation.
- Élisa Lemonnier (1805 - 1865), née Marie-Juliette-Élisa Grimailh à Sorèze, éducatrice, fondatrice en France de l'enseignement professionnel pour les femmes.
- Jacques Chambon (1932 - 1984), hautboïste, créateur des Rencontres Musicales d'été de Sorèze en 1982, rencontres appelées Académie Jacques Chambon à sa mort brutale : elles réunissaient professeurs et élèves d'instruments à vent et piano - au programme, perfectionnement avec des musiciens de renommée internationale et concerts - ; elles ont commencé à Albi dans les années 70 pour se fondre à Castres dans les années 90.
- Jean-Jacques Vidal (1789-1867), né à Sorèze, violoniste et chef d'orchestre.
- Jean-Marcel Rodié (1879 - 1968), né à Sorèze, évêque d'Ajaccio, puis évêque d'Agen. Après sa démission de ce siège en 1956, il a été nommé évêque titulaire de Cynopolis-en-Arcadie (de).
- Jean Mistler (1897 - 1988), né à Sorèze, secrétaire perpétuel de l'Académie française, romancier, essayiste, historien de la littérature, critique musical et homme politique.
- Jules-Antoine Paulin (1782 - 1876), né à Sorèze, général français.
- Jules Lacointa (1835 - 1898) né et mort à Sorèze, juriste et homme de lettres, substitut puis avocat général à la cour de Cassation.
- Pierre Hyacinthe Azaïs (1766 - 1845), né à Sorèze, philosophe français.
- Yves Blaquière (19. - 2009), fondateur et conservateur du musée du Verre à Sorèze.
- René Segonne (1939 -), né à Sorèze, homme d'affaires et chevalier de l'ordre du mérite.

### Personnalités liées à l'Abbaye-école de Sorèze
- Le père Henri Lacordaire, grand prédicateur catholique, y enseigne et la dirige dès 1854. Il y meurt le 21 novembre 1861.
- Le général de division  Auguste de Caffarelli (1766-1849), ancien élève vers 1781. Il est comte d'Empire, Grand-croix de la légion d'Honneur, ancien Ministre de la Guerre sous le Premier Empire, Pair de France.
- Hugues Aufray, Claude Nougaro, Gilles de Robien, le journaliste et écrivain Jean Montaldo, les frères Bogdanoff et Julien Lepers firent leurs études à l'Abbaye-école militaire de Sorèze.
- Georges Bergasse de Laziroules (1763-1827), député aux États généraux de 1789, à l'Assemblée constituante de 1789, et au Conseil des Cinq-Cents.
- Paul Beurrier (1608-1696), chanoine, confesseur de Blaise Pascal.
- Charles Colbert de Seigneley de Castlehill (1736-1816), homme d'église et homme politique d'origine écossaise, abbé de Sorèze.
- Louis de Bourmont (1773-1846), maréchal de France, élève de 1787 à 1790.
- Alcée Louis la Branche, ambassadeur des États-Unis auprès du Texas

Voir aussi : Catégorie : Élève de l'abbaye-école de Sorèze

### Héraldique, logotype et devise
| Blason de Sorèze | Les armes de Sorèze se blasonnent ainsi : De gueules à la tour d'argent, maçonnée de sable, sommée d'une colombe essorante aussi d'argent, au serpent ondoyant d'or brochant en pointe. Tour = force ; Colombe = liberté ; Serpent = prudence. |

## Pour approfondir